# Sei forte, maestro
Sei forte, maestro è una serie televisiva italiana prodotta nel 1999 e trasmessa in prima visione da Canale 5 dal 2000 al 2001. La serie è stata in seguito replicata varie volte su Canale 5 nel palinsesto notturno, su Rete 4 nel palinsesto mattutino, ma anche su Italia 1, sulle reti digitali Mediaset Extra e Boing e sulla emittente locale Telenorba.

## Trama

### Prima stagione
Emilio, un giovane maestro elementare milanese, ritorna a Terni, sua città natale, per coprire una supplenza nella scuola elementare in cui è direttore il suo vecchio amico Giulio. Con l'occasione ritorna ad abitare a casa assieme al padre Vittorio e alla nuova compagna di quest'ultimo, Lucina. Emilio lega subito con i suoi nuovi colleghi e soprattutto con gli alunni, e cerca sempre di aiutarli nei loro piccoli e grandi problemi, sia a scuola sia nel privato. In seguito Emilio sarà raggiunto dalla figlia adolescente Sabrina, la quale ha deciso di vivere con il padre dopo la separazione dei suoi genitori, con la quale dovrà instaurare un rapporto; ritroverà inoltre Claudia, un'aspirante attrice con la quale ha avuto in passato una liaison, e che di nuovo lo trascinerà in un rapporto turbolento.
A dargli una mano c'è Barbara, collega a scuola e vicina di casa, oltre che storica fidanzata di Giulio, al cui fascino però Emilio non resta indifferente. Tra piccole grandi avventure Emilio e Barbara si innamorano, ma a causa della presenza dei rispettivi fidanzati si negano l'un l'altro il proprio amore; le cose si complicano quando Giulio chiede a Barbara di sposarlo, e lei, pur titubante, accetta. Intanto Claudia, grazie alle macchinazioni di Emilio e Sabrina, riesce a diventare un'attrice, cosa che però la porterà a trasferirsi a Roma.
La ragazza capirà che Emilio è innamorato di Barbara e deciderà dunque di separarsene definitivamente. Arriva il giorno del matrimonio di Barbara e Giulio, che è anche l'ultimo della supplenza di Emilio. Giulio, ubriaco, rivela a Emilio di aver capito che lui e la sua futura moglie si amano, pertanto il maestro decide di non partecipare al matrimonio e di tornare subito a Milano. Quando Barbara lo scopre rimane sconvolta, e finalmente comprende i suoi veri sentimenti. Con l'aiuto di Lucina, Sabrina e Vittorio, Barbara raggiunge Emilio e gli rivela il suo amore.

### Seconda stagione
Emilio ottiene una nuova supplenza nella stessa scuola, e può quindi vivere serenamente la sua storia con Barbara. Improvvisamente torna però Claudia, che è incinta del figlio di Emilio: quando Barbara lo scopre, immediatamente lo lascia. Claudia dà alla luce Alessio, ma decide di lasciarlo a Emilio per dedicarsi alla carriera di attrice; Barbara, intanto, si avvicina all'affascinante insegnante di educazione fisica Rocco.
L'anno scolastico va avanti tra problemi e gioie dei protagonisti e degli alunni: sono proprio i bambini a escogitare un piano per far riavvicinare Emilio e Barbara, che dopo molte sofferenze decideranno di rimettersi insieme e di sposarsi.

## Episodi
| Stagione         | Episodi | Prima TV |
| ---------------- | ------- | -------- |
| Prima stagione   | 28      | 2000     |
| Seconda stagione | 24      | 2001     |

## Personaggi e interpreti
- Emilio Ricci, interpretato da Emilio Solfrizzi.
È un maestro elementare che, tornato nella sua città natale, deve affrontare un nuovo lavoro e un nuovo amore. Insegna italiano, arte e immagine, storia, geografia ed educazione civica.
- Barbara Loriani, interpretata da Gaia De Laurentiis.
È la storica fidanzata del direttore Giulio Labua, si innamorerà di Emilio, diventerà grande amica di Sabrina e si affezionerà al piccolo Alessio. Insegna le materie scientifiche (matematica, scienze, tecnologia, educazione musicale).
- Lucina Nardi, interpretata da Valeria Fabrizi.
È la compagna di vita e successivamente la moglie di Vittorio, Lucina instaurerà un buon rapporto con Emilio e Sabrina.
- Vittorio Ricci, interpretato da Gastone Moschin.
È il padre di Emilio, nonché ex colonnello in pensione.
- Sabrina Ricci, interpretata da Federica Citarella.
È la figlia di Emilio, nata dal suo primo matrimonio. Si trasferisce a Terni con il padre dopo molti anni trascorsi con sua madre e il suo nuovo compagno.
- Claudia Martini, interpretata da Francesca Rettondini.
È la ex fidanzata di Emilio nonché madre del suo secondogenito Alessio. Durante la prima stagione vive insieme a Barbara e cerca di diventare attrice televisiva. Nella seconda diventa la protagonista di una soap opera e per questo potrà vedere poco suo figlio.
- Giulio Labua, interpretato da Massimo Ciavarro.
È un vecchio e grande amico di Emilio, che lo assume come insegnante nella scuola elementare di cui è il preside, ed il fidanzato di Barbara, che lei lascerà poco prima delle nozze. Il sogno della sua vita è diventare uno scrittore famoso. Appare solo nella prima stagione e all'inizio della seconda.
- Lilly Calotta, interpretata da Emanuela Grimalda.
È l'insegnante di inglese, dolce, simpatica e grande amica di Barbara.
- Rocco Vitale, interpretato da Raffaele Buranelli.
È l'insegnante di ginnastica della scuola, subentrato nella seconda stagione, che intreccerà una relazione con Barbara, scatenando la gelosia di Emilio.
- Angelo Castagnola, interpretato da Fabio Ferrari.
È un insegnante della scuola.
- Tito Carrozza, interpretato da Maurizio Santilli.
È il bidello della scuola, un po' goffo ma simpatico e gentile ed è innamorato della cuoca Maria.
- Maria Formica, interpretata da Lucianna De Falco.
È la cuoca della scuola, dolce, amorevole e innamorata di Tito.
- Marzia Antoniazzi, interpretata da Emanuela Moschin.
È la nuova direttrice della scuola, subentrata nella seconda stagione.
- Patrizio, interpretato da Luca Amorosino.
È il tecnico informatico.
- Ilaria, interpretata da Sara Bertelà.
È la mamma di Sabrina.
- Sandro, interpretato da Carlo Marchetti.
È il fidanzato di Sabrina.
- Bruno, interpretato da Maurizio Amigoni.
È il marito di Lilly.
- Gianlorenzo, interpretato da Rodolfo Bigotti.
È un collega di Claudia, con la quale instaurerà un buon rapporto.
- Don Fausto, interpretato da Orazio Stracuzzi.
È il prete di Terni.
- Sofia.
È il cane di Barbara, a cui è molto legata.
- Alessio Ricci.
Il figlio di Emilio e Claudia e fratellino di Sabrina. Vive con il padre, la sorella e i nonni e vede occasionalmente la madre a causa del suo lavoro di attrice. È molto amato anche da Barbara, che spesso gli fa da babysitter.